# Losing Grip
«Losing Grip» — четвёртый и последний сингл (за исключением Австралии и Новой Зеландии, где был выпущен сингл «Mobile») с мультиплатинового дебютного альбома Аврил Лавин Let Go. Песня была написана Аврил Лавин в соавторстве с Клифом Магнессом. «Losing Grip», более тяжелая по стилю, чем предыдущие синглы певицы, использует элементы пост-гранжа. Сама Аврил Лавин считает эту песню лучшей из всего альбома.

## История песни
«Losing Grip» рассказывает о неудавшихся отношениях. Песня «Don’t Tell Me», первый сингл второго альбома Лавин Under My Skin — продолжение истории, начатой в Losing grip. В обеих композициях речь идет о грубом поведении мужчины по отношению к лирической героине.
Сингл получил статус золотого 22 сентября 2003 года.

Аланис Мориссетт исполнила «Losing grip» вместе с Аврил Лавин на концерте в House of Blues в 2005 году.

## Видеоклип
В видеоклипе Аврил Лавин выступает перед огромной толпой людей. Время от времени певица оказывается среди этих людей и с трудом пытается пробраться через толпу.

## Награды
«Losing Grip» получила номинацию на премию Грэмми за лучший женский рок-вокал.
| Год  | Премия                      | Номинация                               | Результат |
| ---- | --------------------------- | --------------------------------------- | --------- |
| 2003 | Canadian Radio Music Awards | Best New «Rock/Alternative» Solo        | Победа    |
| 2004 | Grammy Awards               | Лучшее женское вокальное рок-исполнение | номинация |

## Список композиций
Австралия CD сингл
1. «Losing Grip» (Album version)
2. «I’m With You» (Live)
3. «Unwanted» (Live)
4. «Losing Grip» (видео)

Великобритания
1. «Losing Grip» (Album version)
2. «Losing Grip» (Live)
3. «Naked» (Live)
4. «Losing Grip» (видео)

Франция CD сингл
1. «Losing Grip»
2. «Losing Grip» (Live)

## Чарты
| Чарт (2003)                                | Высшая позиция |
| ------------------------------------------ | -------------- |
| Австралия (ARIA)                           | 20             |
| Австрия (Ö3 Austria Top 40)                | 40             |
| Бельгия/Фландрия (Ultratop 50)             | 48             |
| Бельгия/Валлония (Ultratip Bubbling Under) | 4              |
| Канада CHR (Nielsen BDS)                   | 8              |
| Канада Rock (Nielsen BDS)                  | 39             |
| Европа (Eurochart Hot 100)                 | 46             |
| Германия (GfK)                             | 43             |
| Ирландия (IRMA)                            | 18             |
| Нидерланды (Dutch Top 40)                  | 8              |
| Нидерланды (Single Top 100)                | 38             |
| Шотландия (OCC Scotland)                   | 22             |
| Швейцария (Schweizer Hitparade)            | 49             |
| Великобритания (OCC UK Singles)            | 22             |
| США (Billboard Hot 100)                    | 64             |
| США (Billboard Adult Pop Airplay)          | 33             |
| США (Billboard Pop Airplay)                | 17             |

| Чарт (2003)                      | Позиция |
| -------------------------------- | ------- |
| US Mainstream Top 40 (Billboard) | 99      |